# عصام الشرعي
عصام الشرعي (مواليد 11 مايو 1982 في بلجيكا) لاعب كرة قدم مغربي بلجيكي سابق، درّب  المنتخب الأولمبي المغربي، وفي يوليو 2024 عُين مساعد لمدرب نادي ستراسبورغ الفرنسي.

## مسيرته
ولد عصام الشرعي في 11 مايو 1982 في مدينة مركسيم بمقاطعة أنتفيرب ببلجيكا لأسرة مغربية، وتنحدر أصوله من مدينة العيون الشرقية بالمغرب.

### مسيرته كلاعب كرة قدم (1994-2012)
لعب كرة القدم منذ سن مبكرة في حيه مع الأصدقاء، أخذ كرة القدم بجدية أكبر منذ سن الثانية عشرة من خلال الانضمام إلى مركز تكوين نادي بيرخيم بعد مرحلة اختبار استمرت ثلاثة أسابيع. انضم إلى الفريق الأول في سن السادسة عشرة وظهر لأول مرة في عام 2000 في الدرجة الرابعة البلجيكية. مع هذا النادي، تمكن من الصعود إلى الدرجة الثالثة البلجيكية.
في 1 يوليو 2003، انضم إلى نادي ليرس، وهو ناد يلعب في الدوري البلجيكي للمحترفين تحت قيادة إيمليو فيريرا. خلال موسم 2004-05، شارك في خمس مباريات بالدوري. شارك أساسيا للمرة الأولى في 5 فبراير 2005 ضد كلوب بروج (انتهت بالهزيمة 0-2).
في يوليو 2005، غادر ليرس لينضم إلى فيربرويديرينغ غيل في الدرجة الثانية البلجيكية. خلال موسم 2005-06 لعب 18 مباراة هناك وسجل سبعة أهداف.
في يوليو 2006، اشترك لمدة ثلاثة مواسم في نادي كيه في ميخيلين في الدرجة الثانية البلجيكية وأصبح عنصرًا لا غنى عنه هناك مع المدرب بيتر مايس. احتل النادي المركز الأول في البطولة وصعد إلى الدوري البلجيكي للمحترفين. خلال موسم 2007-08، بدأ الموسم بالمشاركة في التشكيلة الأساسية ضد نادي أندرلخت في 3 أغسطس 2007 (انتهت بالخسارة 0-1). لعب 17 مباراة وسجل هدفه الأول في دوري المحترفين في 26 أبريل 2008 ضد نادي فيسترلو.
في 11 يونيو 2008، وقّع مع نادي سينت ترويدن في الدرجة الثانية البلجيكية وحظي بالرسمية داخل النادي. لعب مباراته الأولى في 13 أغسطس ضد آود هيفرلي لوفين (انتهت بالهزيمة 1-3) وسجل هدفه الأول في 27 سبتمبر ضد نادي أوستينده (انتهت بالفوز 0-3). أنهى الموسم مع فريقه في صدارة الدرجة الثانية البلجيكية، وصعد إلى دوري المحترفين.
عندما كان يبلغ من العمر 28 عامًا، انضم إلى (RFC Tirlemont) في أغسطس 2010 ولعب موسم 2010-11 في الدرجة الثانية.
أنهى الشرعي مسيرته في سن 32، في نادي (AS Verbroedering Geel)، بعد سلسلة من الإصابات خلال موسم 2011-12.

### التدريب (منذ 2013)
بعد فترة وجيزة من إعلان اعتزاله كرة القدم، شجّعه مارك بريس للاشتغال في مجال التدريب.
في عام 2013، تم تعيينه مدربًا مؤقتًا لنادي الفيصلي السعودي.
بعد عدة فترات في البطولة البلجيكية كمساعد، ولا سيما في بيرتشوت ويلريجك وسينت ترويدن وآود هيفرلي لوفين، تم تعيينه من قبل رئيس الجامعة الملكية المغربية فوزي لقجع مدربًا وطنيًا للمنتخب المغربي الأولمبي في 11 نوفمبر 2022 خلفًا لحسين عموتة. في 22 مارس 2023، كانت له أول مباراة كمدرب للمنتخب الأولمبي المغربي، خلال مباراة ودية ضد ساحل العاج الأولمي في الرباط في إطار الاستعدادات لكأس الأمم الإفريقية تحت 23 سنة 2023 (انتهت بالخسارة 2-3). 

## روابط خارجية
- عصام الشرعي على موقع قاعدة بيانات كرة القدم.إي يو (الإنجليزية)
- عصام الشرعي على موقع عالم كرة القدم.نت (الإنجليزية)